# Hagen am Teutoburger Wald
Hagen am Teutoburger Wald is een gemeente in de Duitse deelstaat Nedersaksen, gelegen in de Landkreis Osnabrück. De gemeente telt volgens haar eigen website per 30 juni 2019 13.473 en volgens  cijfers van  het statistisch bureau van Nedersaksen 13.412 inwoners. Naburige steden zijn onder andere Bad Essen, Bad Iburg en Bad Laer.

## Indeling van de gemeente
De gemeente bestaat uit de plaatsen:
- Altenhagen, gegroeid aan het noordelijke deel van Hagen zelf
- Gellenbeck, gegroeid aan het oostelijke deel van Natrup-Hagen
- Hagen (voorheen: Beckerode)
- Mentrup, een gehucht ten zuiden van Hagen, op de grens met de gemeente Lienen in Noordrijn-Westfalen
- Natrup-Hagen, op Hagen zelf na het grootste dorp in de gemeente
- Sudenfeld

Per Ortsteil uitgesplitste bevolkingsstatistieken worden niet bijgehouden.

## Ligging, verkeer, vervoer
Hagen am Teutoburger Wald ligt in het zuidwestelijk gedeelte van het Teutoburger Woud.
De gemeente ligt, voorbij Holzhausen, gem. Georgsmarienhütte, en Sutthausen, gem.Osnabrück, 7 km ten zuidzuidwesten van afrit 17 van de Autobahn A30 en, als men over dezelfde weg doorrijdt, 10 km ten zuid-zuidwesten van het centrum van  de stad Osnabrück. Een andere binnenweg van 7,5 km lengte leidt van Hagen naar Bad Iburg. Vier km oostwaarts ligt Georgsmarienhütte.
Het Ortsteil Natrup-Hagen ligt ruim 4 km westelijk van Hagen zelf aan de hoofdweg van Osnabrück naar Lengerich (Steinfurt).
In Natrup-Hagen is ook een station aan de spoorlijn tussen Münster en Osnabrück. Sinds 2020 rijdt er vanaf het station ten minste 1 trein per richting per uur.
Hagen zelf is vanuit Osnabrück per streekbus te bereiken.
De gemeente ligt op de route van enige langeafstandswandel- en fietsroutes.

## Economie
De economische factoren in de gemeente zijn, vanwege de mooie omgeving,  het toerisme, en in mindere mate de land- en fruittuinbouw. Verder is er, vooral op het bedrijventerrein bij station Natrup-Hagen, enig midden- en kleinbedrijf van lokaal belang.
De stoeterij Kasselmann staat bekend om haar uitstekende dressuur- en springpaarden. Zij had in het verleden o.a. de bekende ruiter Paul Schockemöhle als klant. Het bedrijf organiseert regelmatig  grote paardensportevenementen, af en toe zelfs van internationaal niveau. In de marge van zulke evenementen komen vaak invloedrijke zakenlieden bijeen om met elkaar belangrijke aangelegenheden te regelen.

## Geschiedenis
In 1097 werd Hagen voor het eerst in een document genoemd. Het ontwikkelde zich tot een boerendorp, waar de boerderijen vaak in bezit van kloosters uit de omgeving waren. Hagen was een onderdeel van het Prinsbisdom Osnabrück, en na de Napoleontische tijd eerst van het Koninkrijk Hannover, en uiteindelijk het Duitse keizerrijk, waarna het in de Republiek van Weimar kwam te liggen.In 1723 en 1892 werd het dorp door grote branden getroffen, die tientallen huizen verwoestten. Vanaf 1836 was hier een ijzererts verwerkend bedrijf (Eisenhütte) gevestigd, dat in 1856 verhuisde naar het huidige Georgsmarienhütte.
De crises in de eerste helft van de 20e eeuw en de Tweede Wereldoorlog hadden slechts een beperkt effect op het dorp. Natrup-Hagen breidt zich de laatste decennia uit, vanwege de ligging bij de spoorlijn en een grote weg trekt het forensen uit Osnabrück aan.

## Bezienswaardigheden
- De mooie omgeving (het Teutoburger Woud) is een geliefd doel voor wandel- en fietstochten
- In de heuvelachtige omgeving zijn enige natuurreservaten. In een ervan, de Silberberg ten noorden van het dorp, genoemd naar een vroegere zilvermijn, groeit het zeldzame, beschermde plantje zinkboerenkers.
- Enige oude vakwerkhuizen in het dorp Hagen
- De voormalige St.-Martinuskerk (gebouwd tussen 1492 en 1523) in het dorp Hagen wordt als expositie- en concertruimte gebruikt; de kerkgemeentes beschikken over moderne kerkgebouwen buiten het centrum.
- In de gemeente verbouwt men al sinds het eind van de 19e eeuw kersen; het behoud van traditionele, oude, hoogstam-kersenrassen staat in Hagen hoog in het vaandel; veel dorpsfeesten, georganiseerde wandelingen en fietstochten e.d. hebben iets met dit fruit te maken.
- een tweetal, in schilderachtige gebouwen gehuisveste, kleine musea die alleen op afspraak te bezoeken zijn:
  - Pottenbakkerijmuseum in de oude pastorie uit 1723 aan de Dorpsstraat
  - Gellenbecker Mühle (watermolenmuseum aan de door het dorp stromende Goldbach)

## Afbeeldingen

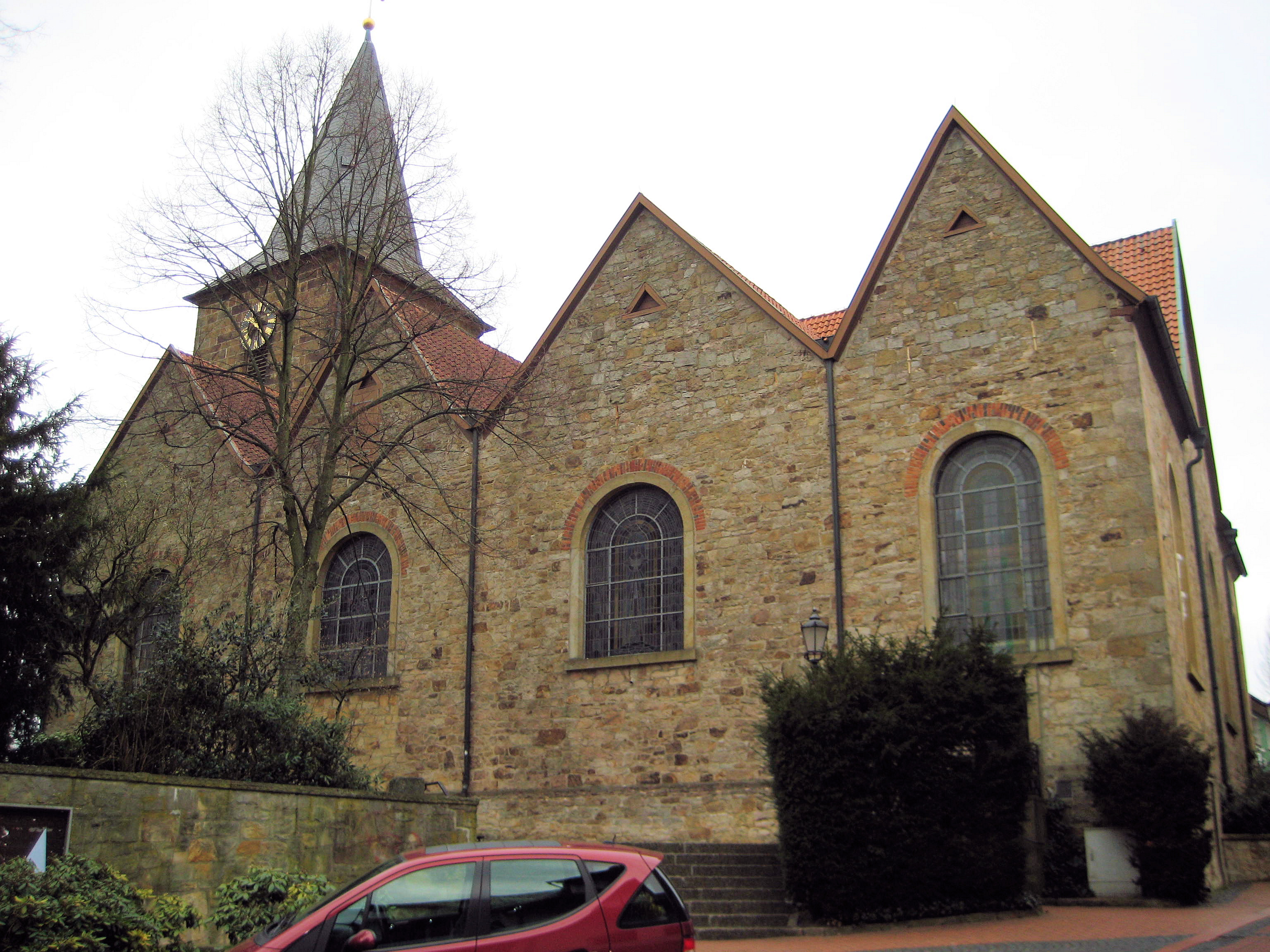
Kerk van St Martinus, Hagen
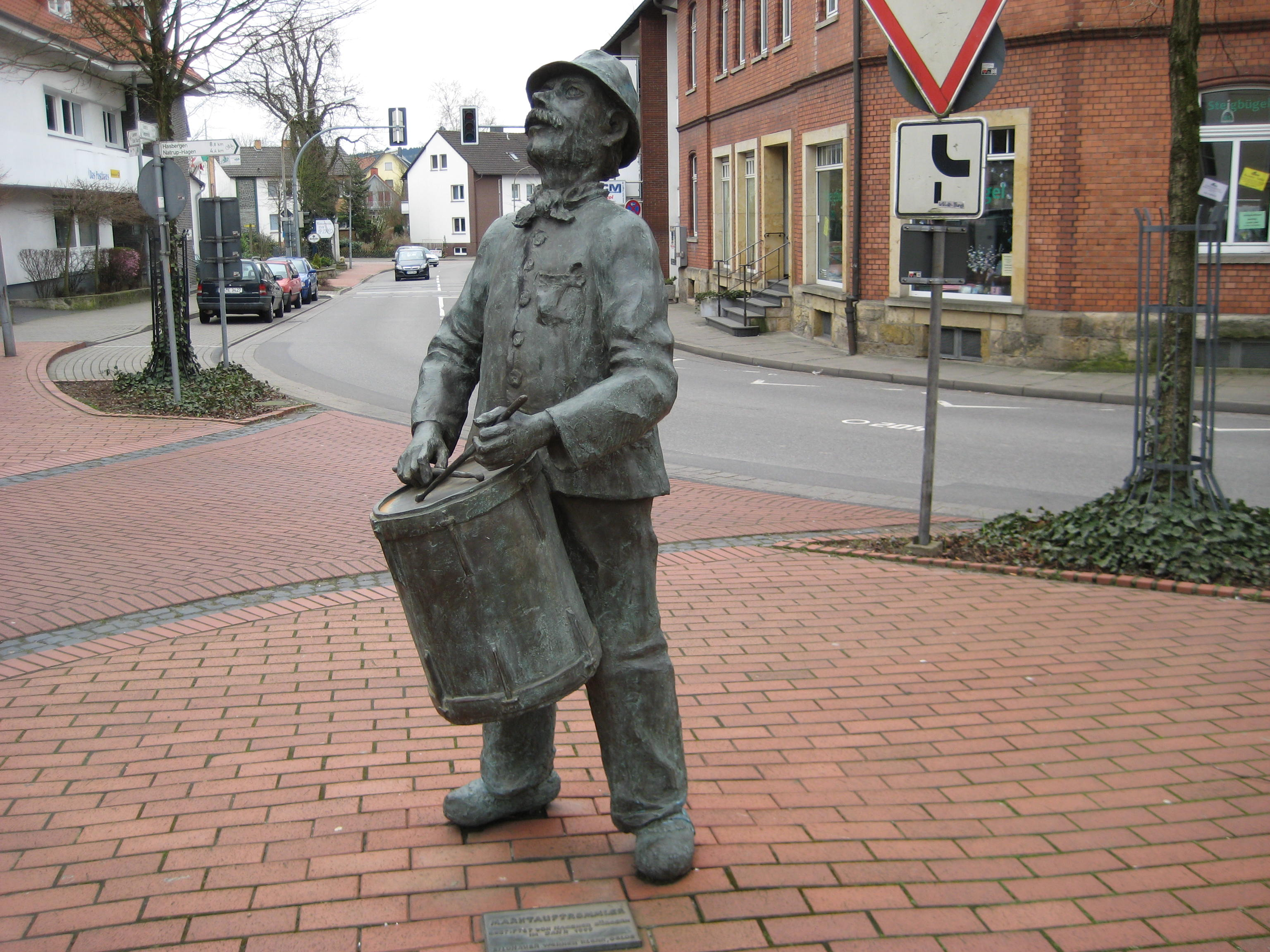
Marktauftrommler, plastiek van de beeldhouwer Werner Klenk uit Oelde, 1999
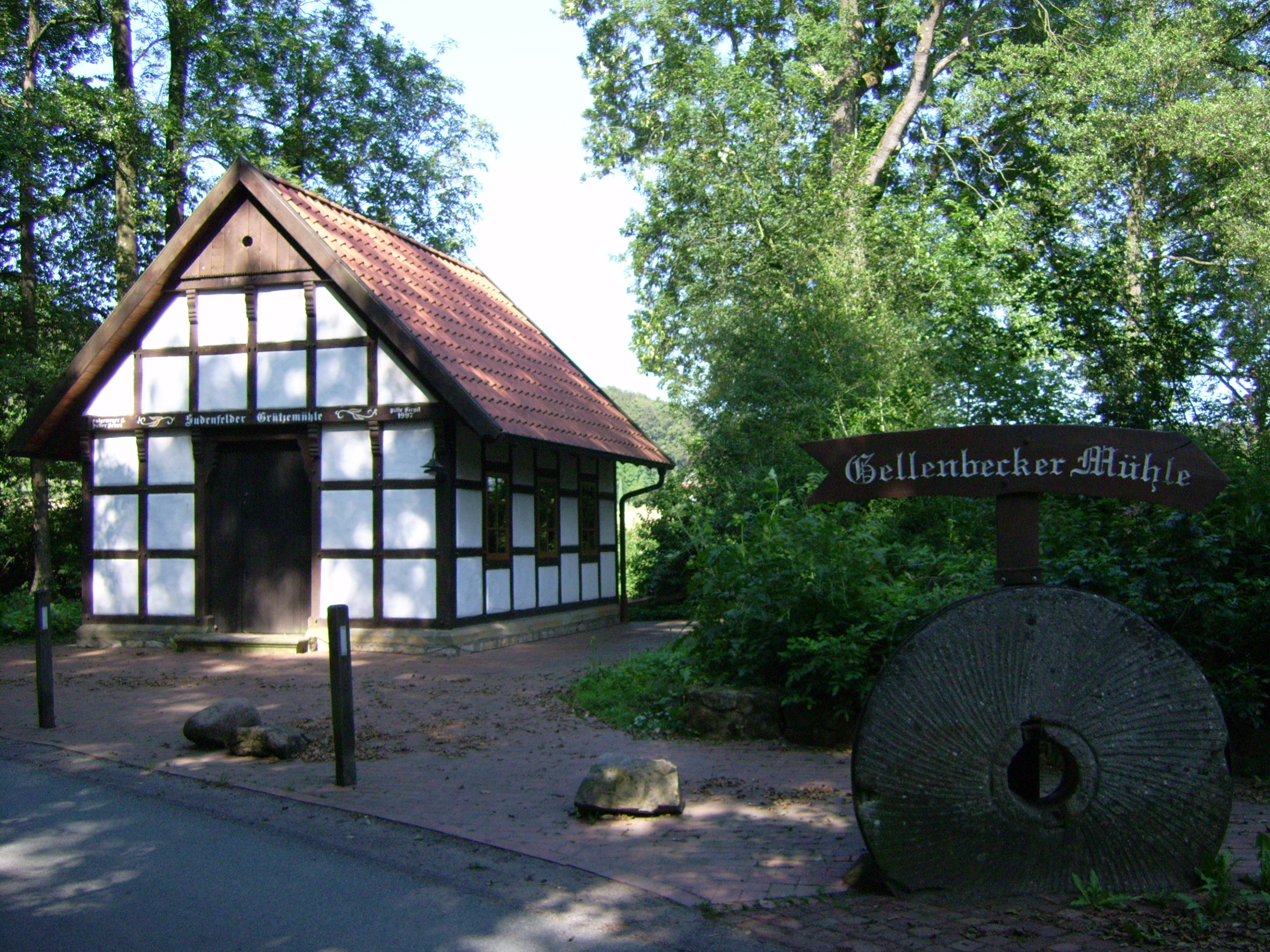
Sudenfelder gortmolen
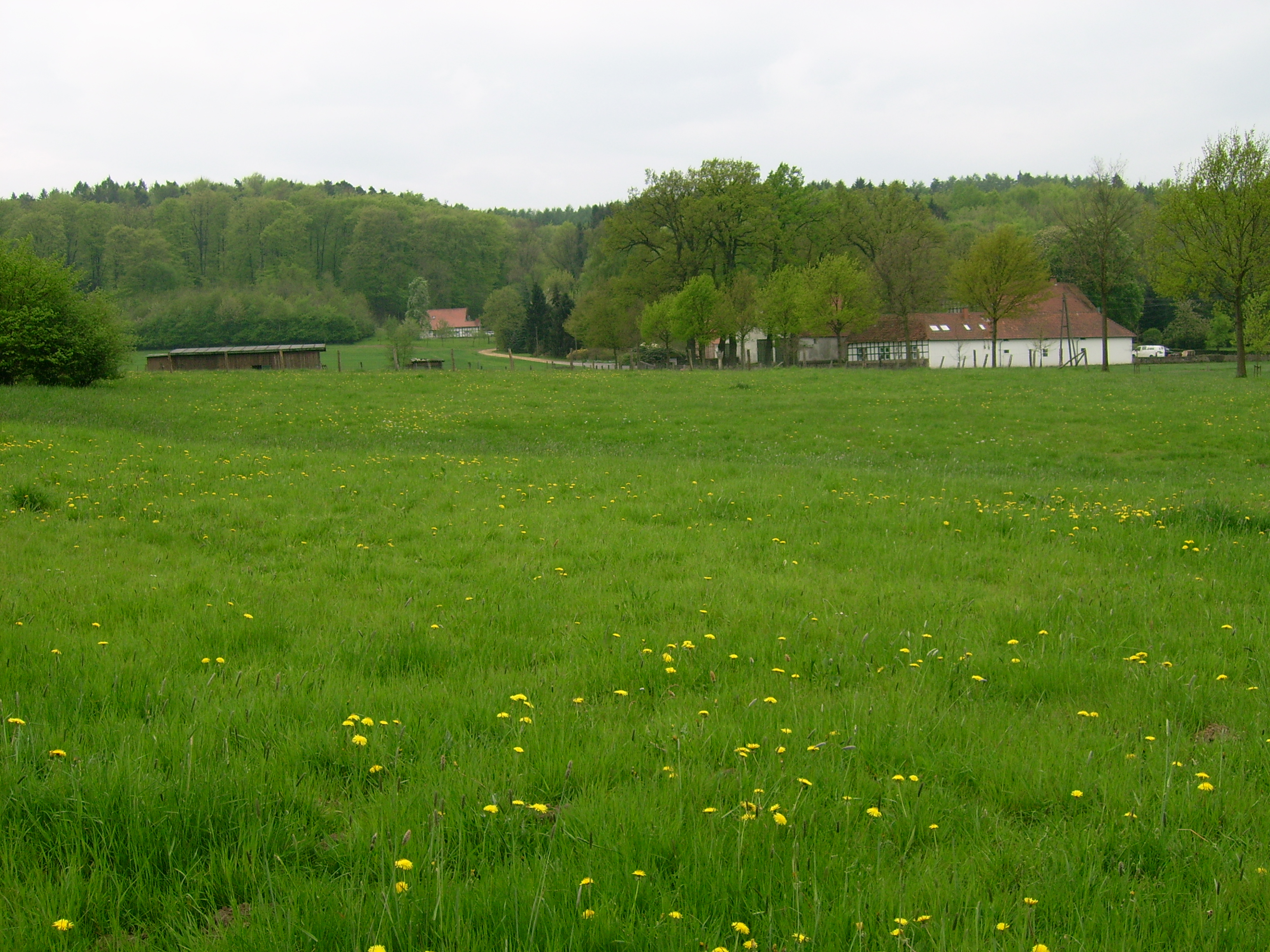
Landschap bij de Butterberg
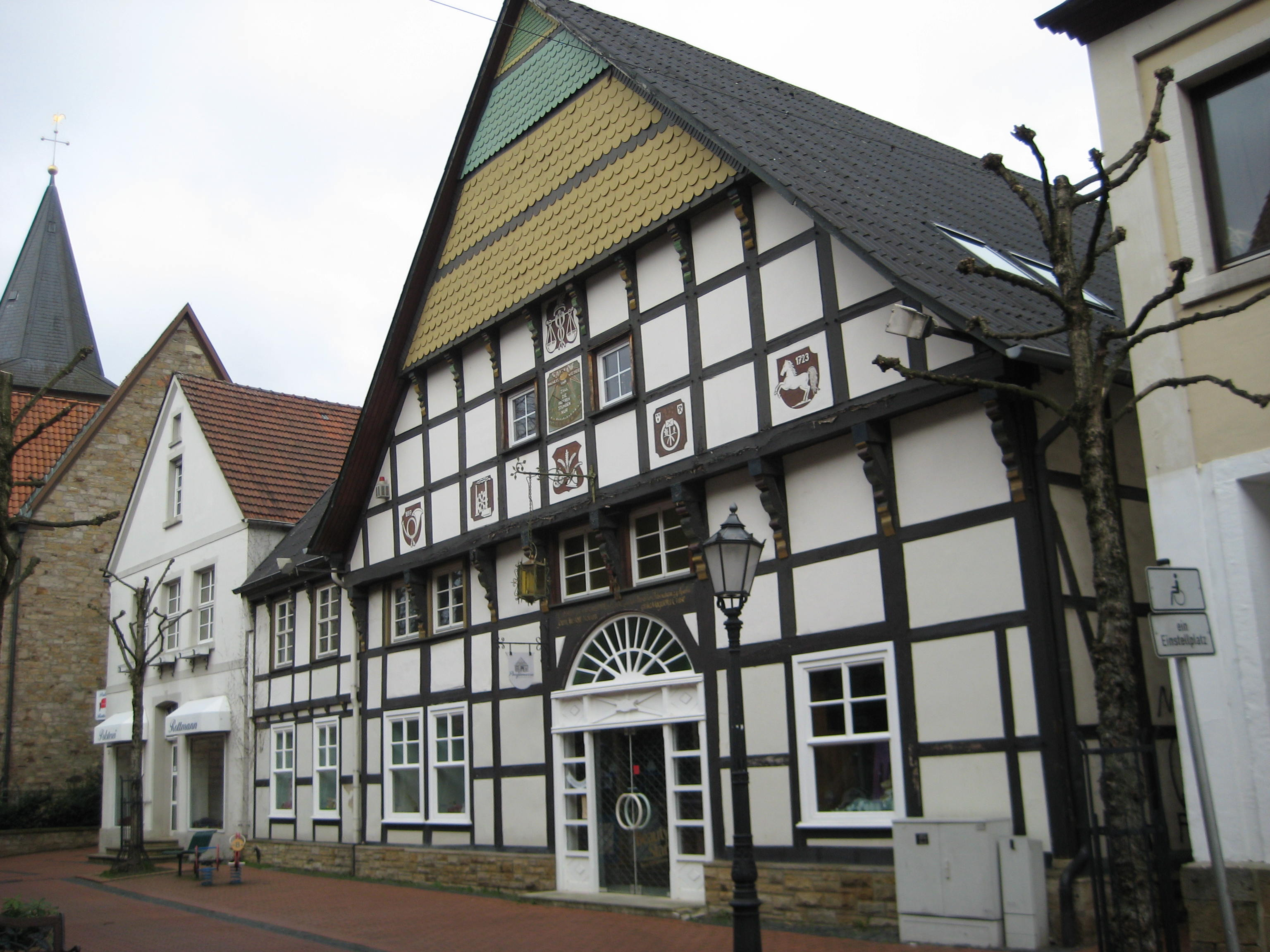
Vakwerkhuizen in de Dorfstrasse
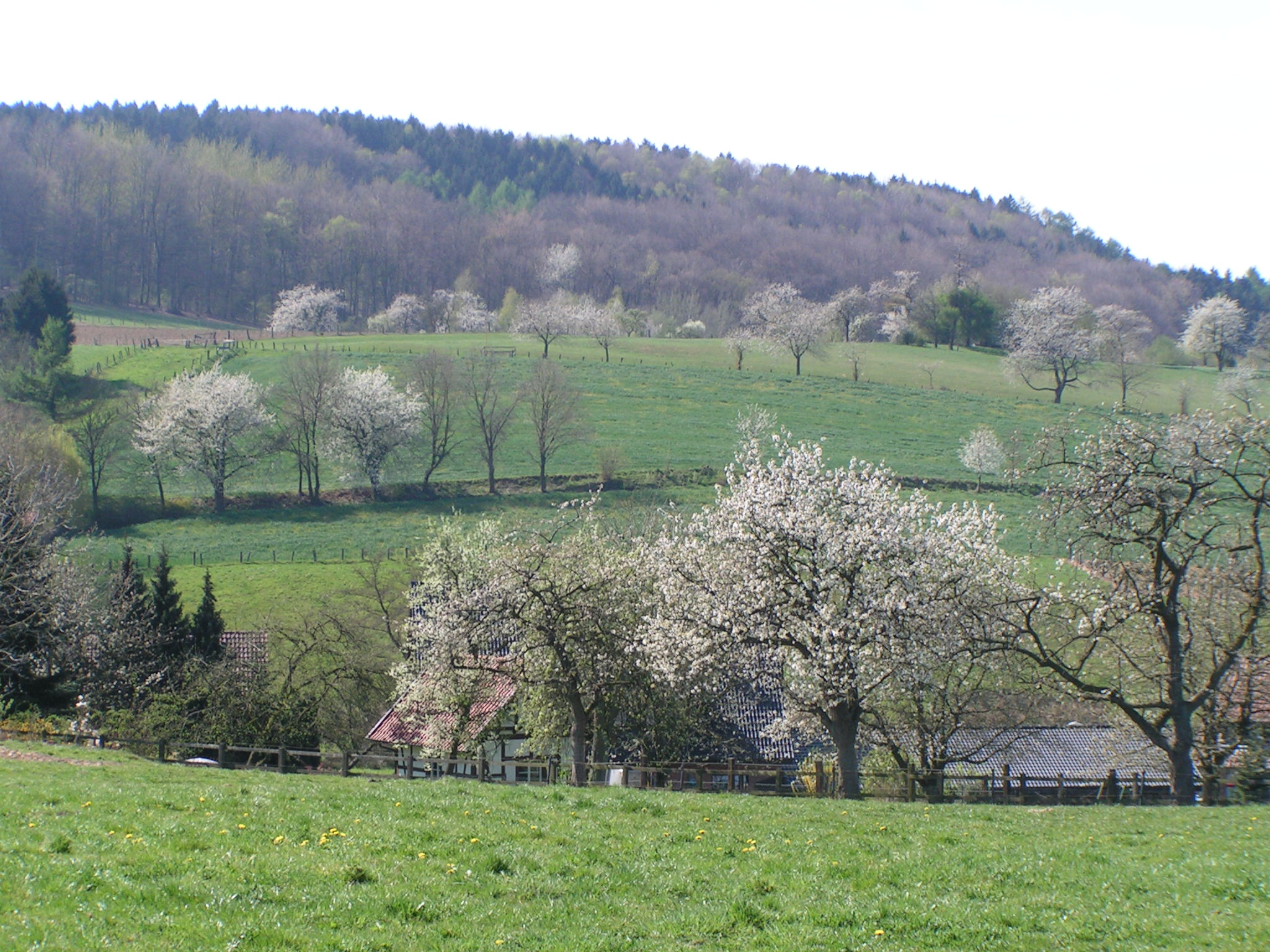
Kersenbloesem in het Forellental bij Hagen

- Gemeinsame Normdatei: 4022923-3
- Library of Congress Control Number: n93072341
- MusicBrainz: bd17f606-9363-4073-a4ef-aba250b8724b
- Nationale Bibliotheek van Israël: 987007535459805171
- Virtual International Authority File: 143217377

Alfhausen · 
Ankum · 
Bad Essen · 
Bad Iburg · 
Bad Laer · 
Bad Rothenfelde · 
Badbergen · 
Belm · 
Berge · 
Bersenbrück · 
Bippen · 
Bissendorf · 
Bohmte · 
Bramsche · 
Dissen am Teutoburger Wald · 
Eggermühlen · 
Fürstenau · 
Gehrde · 
Georgsmarienhütte · 
Glandorf · 
Hagen am Teutoburger Wald · 
Hasbergen · 
Hilter am Teutoburger Wald · 
Kettenkamp · 
Melle · 
Menslage · 
Merzen · 
Neuenkirchen · 
Nortrup · 
Ostercappeln · 
Quakenbrück · 
Rieste · 
Voltlage · 
Wallenhorst